# Battaglia di Talamone
La battaglia di Talamone fu combattuta nel 225 a.C. dai Romani e da un'alleanza di popolazioni celtiche nei pressi di Talamone, in località Campo Regio, oggi situata nelle immediate vicinanze della frazione di Fonteblanda, in provincia di Grosseto.
Polibio, la fonte principale per questa battaglia, narra che per l'invasione del territorio romano-italico i Celti costituirono la più grande coalizione mai realizzata contro i Romani; ai Boi, si unirono gli Insubri, i Taurini e un consistente numero di mercenari,  i transalpini Gesati guidati da Concolitano e Aneroesto.
La battaglia fu aspramente combattuta e, dopo fasi drammatiche e combattimenti particolarmente sanguinosi, si concluse con la completa vittoria delle legioni romane; l'esercito celtico venne in gran parte distrutto o catturato. La Repubblica romana superò un grave pericolo e poté iniziare a sua volta l'espansione verso il territorio gallico nella pianura del Po.

## Espansione di Roma
Dopo la vittoria nella lunga e aspra prima guerra punica la Repubblica romana aveva assunto un ruolo dominante nel Mediterraneo centrale; la Sicilia divenne la prima provincia romana; sfruttando le difficoltà di Cartagine dopo la sconfitta, nel 238 a.C. vennero occupate anche la Sardegna e la Corsica che vennero a loro volta trasformate in province nel 231 a.C.; la resistenza degli indigeni nelle due isole venne schiacciata e un pretore si insediò al governo dei nuovi territori. Mentre estendeva il suo sistema di potere nel Mediterraneo la Repubblica aveva anche agito con rapidità ed efficienza per controllare con sicurezza il territorio peninsulare ed evitare minacce sui confini. Nel 233 a. C. il console Quinto Fabio Massimo marciò contro i Liguri che sotto la pressione di migrazioni di popolazioni galliche, si erano spinti verso sud, raggiungendo l'Arno e occupando Pisa. Il console costrinse i Liguri alla ritirata, occupò Lucca e continuò ad avanzare lungo la costa fino a raggiungere Genova con cui la Repubblica concluse un importante trattato di amicizia. I Liguri si ritirarono sulle montagne appenniniche da dove contrastarono tenacemente l'ulteriore espansione romana.
La Repubblica romana era in fase di espansione territoriale e demografica; nel 232 a.C. su impulso di Gaio Flaminio Nepote, importante personaggio politico legato alle correnti democratiche desiderose di estendere il territorio della repubblica verso nord attraverso lo stanziamento di cittadini in nuove colonie romane, si procedette alla grande distribuzione di terre lungo la costa adriatica nel territorio piceno e gallico da Ancona a Rimini conquistato dal pretore Manio Curio Dentato nel 284 a.C. dopo aver sconfitto i Galli Senoni. Si trattò di un evento di grande importanza che suscitò contrasti tra le fazioni popolari e le fazioni conservatrici senatorie di Quinto Fabio Massimo contrarie all'espansione terrestre verso nord. Il progetto di Gaio Flaminio venne infine approvato dai comizi tributi; a sud di Rimini per rafforzare la protezione del nuovo territorio venne fondata la colonia di Sena Gallica.
Nel 229 a.C. Roma estese la sua influenza e il suo potere anche sulle coste orientali del Mare Adriatico minacciate dalle scorrerie dei navigli degli Illiri della regina Teuta, a loro volta spinti a sud da nuove migrazioni galliche in movimento nei Balcani. Una imponente flotta romana costrinse la regina Teuta ad accettare il predominio romano ed evacuare i territori occupati nell'Epiro e nelle isole dell'Adriatico. Il console Lucio Postumio Albino concluse alleanze con alcuni popoli balcanici, mentre le città di Apollonia, Corcira ed Epidamno entrarono a far parte dell'alleanza romana; inviati della repubblica si recarono in Grecia ed ebbero per la prima volta contatti ufficiali con Atene, gli Etoli e gli Achei.

## Invasione generale dei Galli
Dopo l'espansione romana nel territorio gallo-piceno fino a Rimini e Ravenna, le popolazioni celtiche stanziate in Italia ancora non soggette alla repubblica occupavano il territorio compreso tra Ravenna e le Alpi. A sud del Po si trovavano i Boi e gli Anari a occidente e i Longoni a oriente, mentre a nord del fiume vivevano a oriente i Veneti (unico popolo non celtico, tra l'Adige e il Tagliamento) e a occidente i Cenomani  (tra l'Oglio e l'Adige) e gli Insubri (tra il Ticino e l'Oglio), la popolazione celtica italica più numerosa e potente collegata con le tribù galliche transalpine. Le popolazioni galliche avvertivano ormai la crescente pressione espansionistica romana; la colonizzazione del territorio dei Senoni sembrava preludere ad un attacco diretto di Roma; inoltre la repubblica stava agendo per minare la coesione tra le popolazioni celtiche dell'Italia settentrionale; vennero conclusi accordi di alleanza con i Veneti e con i Cenomani, tradizionalmente ostili agli Insubri.
Le popolazioni celtiche italiche inoltre erano sollecitate segretamente dai Cartaginesi a passare all'offensiva contro Roma; Cartagine non aveva rinunciato a contendere alla repubblica il predominio mediterraneo e, mentre il condottiero cartaginese Asdrubale estendeva il dominio spagnolo, si cercò di eccitare la determinazione aggressiva dei Galli, promettendo anche aiuti concreti in caso di nuova guerra contro la potenza latina. Fenomeni migratori di popolazioni celtiche del nord Europa favorirono il rafforzamento dei Galli italici e di conseguenza la decisione di invadere l'Italia. Dalla metà del III secolo erano in movimento le bellicose tribù di Belgi che dall'Europa settentrionale raggiunsero, dopo aver attraversato il Reno, i territori di quella che sarebbe divenuta la Gallia belgica; a causa di queste vaste trasmigrazioni, altre popolazioni celtiche della Gallia si misero in movimento verso sud e i cosiddetti Gesati stanziati nella valle superiore del Rodano iniziarono a trasferirsi nell'Italia settentrionale.
Roma era consapevole della nuova minaccia celtica da nord; inoltre si temeva la possibile alleanza dei Galli con Cartagine la cui espansione in Spagna stava divenendo minacciosa, si ritenne opportuno anticipare le azioni avversarie con immediate contromisure militari e politiche. Nel 226 a.C. infatti, l'anno precedente l'invasione celtica, emissari romani si recarono in Iberia per chiarire le intenzioni di Asdrubale e frenarne le mire aggressive. Venne quindi concluso il cosiddetto trattato dell'Ebro che assegnava al predominio cartaginese il territorio iberico a sud di quel fiume ma forse garantiva il disinteresse di Asdrubale per le vicende italiche ed evitava una cooperazione attiva cartaginese con i popoli celtici della Gallia cisalpina.

## Forze in campo
Alleanza celtica
Come già nel 299 a.C. e nel 236 a.C. si associarono anche contingenti di transalpini (i Gesati, il cui nome forse deriva dal gaesum, un giavellotto che era la loro arma caratteristica) per formare una vera e propria armata interceltica. Polibio racconta che per questa battaglia si riunirono 50000 fanti e 25000 cavalieri. L'esercito alleato era superiore di numero a quello romano.
L'alleanza ebbe anche l'appoggio dei Liguri; gli Etruschi, dal canto loro, non frapposero ostacoli all'avanzata verso sud dei celti in armi. L'armata dei Gesati, scesa in Italia, effettuò il ricongiungimento con le truppe dei celti cisalpini sul Po. I comandanti dell'esercito celtico, i re Concolitano e Aneroesto, diedero l'ordine di marciare verso Roma passando per il territorio etrusco.
Romani
I Romani affrontarono l'invasione con le quattro legioni di Gaio Atilio Regolo e Lucio Emilio Papo; con queste, c'erano anche due contingenti alleati: uno sabino-etrusco ed un altro veneto-cenòmano.

## La battaglia
L'esercito celtico si diresse verso l'Argentario, presumibilmente in vista di uno sbarco di Cartaginesi in appoggio all'offensiva; ma i celti non arrivarono al luogo d'incontro, perché furono attaccati dalle legioni romane presso Talamone.
Attaccato su due fronti opposti dai due eserciti consolari, l'esercito celtico fu distrutto in una battaglia campale, nella quale probabilmente morirono oltre quarantamila soldati celti. Dei due re celti uno fu preso prigioniero mentre l'altro si suicidò a seguito della sconfitta. Anche il console Gaio Atilio Regolo fu ucciso. Questo il racconto di Polibio:
Prima di tutto infatti, essendo la battaglia combattuta da tre eserciti, evidentemente dovevano riuscire strani e insoliti sia l’aspetto che la condotta del combattimento. Secondariamente tanto adesso quanto al momento della battaglia viene naturale domandarsi se i Celti, che i nemici attaccavano da due parti contemporaneamente, avessero la posizione più pericolosa o invece la più favorevole, poiché combattevano sì su due fronti, ma vicendevolmente si coprivano le spalle e, circostanza importantissima, era loro preclusa ogni via di ritirata o di scampo in caso di sconfitta; lo schieramento su due fronti offre infatti questo vantaggio caratteristico. Quanto ai Romani, li incoraggiava il fatto di aver preso in mezzo a loro i nemici e averli circondati da ogni parte, mentre li spaventava l’aspetto e lo stesso clamore dell’esercito dei Celti. Innumerevole era infatti la quantità dei buccinatori e dei trombettieri: un così lungo e acuto clamore essi produssero quando tutti insieme intonarono il peana, che non solo le trombe dell’esercito, ma perfino i luoghi vicini, riecheggiando il frastuono, pareva emettessero una voce. Terribili erano inoltre l’aspetto e i movimenti degli uomini nudi schierati innanzi agli altri, tutti nel pieno vigore delle forze e di bellissimo aspetto. I soldati delle prime file erano adorni di collane e braccialetti d’oro: al vederli, i Romani da una parte erano spaventati, ma dall’altra spinti dalla speranza del bottino, erano doppiamente incitati alla battaglia.
Comunque non appena gli arcieri, fattisi innanzi dall’esercito romano, come è loro abitudine, cominciarono a lanciar dardi con tiro forte e nutrito, ai Celti schierati alle spalle furono molto utili i mantelli e le brache: gli uomini nudi in prima fila si trovarono invece in grave difficoltà ed imbarazzo. Lo scudo dei Galli infatti non copre tutto il corpo dei guerrieri, cosicché quanto più nudi e poderosi erano i corpi dei combattenti, tanto maggiore era la probabilità che le frecce colpissero nel segno. Infine, non potendosi difendere dagli arcieri che erano molto distanti e gettavano una grande quantità di frecce, afflitti e disperati per gli avvenimenti alcuni, lanciandosi innanzi con collera furibonda e buttandosi a corpo morto contro i nemici, volontariamente perirono, altri, ritirandosi lentamente verso i loro, mostrandosi scoraggiati disanimarono i soldati alle loro spalle. L’ardimento dei Gesati dunque fu così spezzato dagli arcieri. Ma il grosso degli Insubri, dei Boi e dei Taurisci non appena i Romani, ritirati i loro arcieri, lanciarono all’attacco le coorti, cozzando da vicino con i nemici oppose un’aspra resistenza corpo a corpo. Benché avvenisse grave strage, essi resistevano ugualmente con coraggio, essendo inferiori, tanto nel complesso, quanto singolarmente, soltanto per il genere dell’armamento. Gli scudi infatti servivano alla difesa, le spade erano molto utili all’offesa, [...] ma quelle dei Galli servivano solo di taglio. Quando poi dalla posizione sovrastante e dalle ali, discendendo dall’altura, la cavalleria romana venne fortemente all’attacco, i fanti dei Celti furono fatti a pezzi sul luogo stesso dello schieramento e i cavalieri presero la fuga.»
(Polibio, Storie, II, 28-30. Traduzione di Carla Schick, Arnoldo Mondadori Editore, 1955)

## Conseguenze e conclusione
Circa 40000 Celti furono uccisi ed almeno 10000 fatti prigionieri, tra i quali il loro re Concolitano. L'altro re, Aneroesto, riuscì a fuggire con pochi seguaci in un luogo dove si suicidò con i suoi compagni. Il console romano, raccolto il bottino, lo inviò a Roma, restituendo il bottino dei Galli ai legittimi proprietari. Con le sue legioni, attraversata la Liguria, invase il territorio dei Boi. Dopo aver permesso il saccheggio ai suoi uomini, tornò a Roma un paio di giorni dopo. Inviò, quindi, quale trofeo sul Campidoglio, le collane d'oro dei Galli, mentre il resto del bottino e dei prigionieri fu usato per il suo ingresso a Roma e per ornare il suo trionfo.
Così furono distrutti i Celti, che con la loro invasione, la più grave che si fosse mai verificata, avevano minacciato i popoli italici ed i Romani. Questo successo incoraggiò i Romani, tanto da credere possibile di essere in grado di espellere completamente i Celti dalla pianura del Po. Entrambi i consoli dell'anno successivo, Quinto Fulvio e Tito Manlio, furono quindi inviati contro di loro con una grossa forza di spedizione, costringendo i Boi a chiedere la pace a Roma, sebbene il resto della campagna non ebbe ulteriori successi, a causa delle piogge incessanti e di una violenta epidemia, scoppiata tra di loro.
La battaglia di Talamone è stata considerata dallo storico francese Charles Rollin "una delle più celebri e più straordinarie di cui si parli nella storia romana"; dal punto di vista tattico lo scontro si caratterizza soprattutto per lo schieramento difensivo dei galli, spalla contro spalla, per fronteggiare i due eserciti consolari convergenti da nord e da sud.
Storicamente la battaglia di Talamone in tempi recenti divenne un simbolo patriottico italiano e fu citata in varie occasioni come esempio della gloria di Roma antica. Gabriele D'Annunzio la citò nei suoi versi "la Maremma tinta del sangue gallico"; mentre Benito Mussolini fece riferimento almeno per due volte alla battaglia, nel 1926 durante una dissertazione all'Università di Perugia e nel 1942 in piena seconda guerra mondiale, quando anacronisticamente collegò la minaccia della Francia all'Italia dell'Asse, con quella celtica del 225 a.C.